# 中国人民解放军火箭军第六十三基地
中国人民解放军火箭军第六十三基地，位于湖南省怀化市，是中国人民解放军火箭军基地。

## 沿革
1966年8月，以原公安干部学校为基础，组建中国人民解放军第二炮兵三〇六工程指挥部（总字一二五部队）。1968年5月25日，改称中国人民解放军第二炮兵第五十五基地。位于中国人民解放军广州军区。2016年，在深化国防和军队改革中，改为中国人民解放军火箭军第五十五基地。
2017年4月18日，中共中央总书记、国家主席、中央军委主席习近平在北京八一大楼接见新调整组建的84个军级单位主官，并对各单位发布训令；中共中央政治局委员、中央军委副主席许其亮宣读习近平主席签发的中央军委关于调整组建军兵种部队和省军区系统军级单位的命令、决定。在这次军级单位调整组建中，以中国人民解放军火箭军第五十五基地为基础，调整组建中国人民解放军火箭军第六十三基地。

## 编制
| 司令部 | 懷化（27.5747,110.0250） |              | 有核 |                |
| 631旅  | 靖州（26.5577,109.6648） | 東風-5B      | 是   | 司令部基地     |
| 632旅  | 邵陽（27.2532,111.3859） | 東風-31AG    | 是   | 從東風-31升級  |
| 633旅  | 會同（26.8935,109.7388） | 東風-5A      | 是   | 司令部基地     |
| 634旅  | 通道（26.1459,109.7723） | （東風-41?） | ?    | 謠傳新旅基地區 |
| 635旅  | 宜春（27.8869,114.3862） | 東風-10      | 否   | 第2個東風-10旅 |
| 636旅  | 韶關（24.7579,113.6797） | 東風-16      | 否   | 第1個東風-16旅 |

## 历任领导
中国人民解放军火箭军第五十五基地
| 司令员 - 莫异明（1966年7月—？） - 张煌（1979年—？） - 邹永钊 少将（1985年8月—1992年11月） - 葛东升 少将（1992年11月—1996年12月） - 戚庆伦 少将（1996年12月—2002年9月） - 杨智国 少将（2002年10月—2007年12月） - 陆福恩 少将（2007年12月—2010年12月） - 刘启德 少将（2010年12月—2012年12月） - 李传广 少将（2012年12月—2016年） 副司令员 …… - 张二旺 少将（1985年8月—1990年6月） - 葛东升 少将（1985年11月—1990年5月） - 陈家振 少将（1990年6月—1996年12月） - 李仲武 少将（1992年10月—1997年12月） - 王杰 少将（2001年7月—？） - 王治民 少将（2001年12月—2004年12月） - 戴思平 少将（2003年7月—？） - 邱文明 少将（2007年6月—2010年） - 刘传峰 少将（？—？） - 陈强 少将（？—2013年） - 白兴法 少将（2013年11月—2014年4月2日逝世） - 苑吉魁 少将（2013年—2017年） - 谈建明 少将（2014年—？） - 汪晓初 少将（2014年—2016年） | 政治委员 - 邓波（1966年7月—？） - 宿灿（？—1979年） - 李力兢（1979年—？） - 马捷（？—1988年） - 高同声 少将（1988年—1990年5月） - 陈廷侠 少将（1990年5月—1994年8月） - 贾文先 少将（1994年8月—1997年12月） - 张立民 少将（1997年12月—2003年12月） - 杨立顺 少将（2003年12月—2009年6月） - 冯传生 少将（2009年—2012年） - 张东水 少将（2012年—2014年12月） - 汪利平 少将（2016年7月—2017年） 副政治委员 …… - 陈廷侠 少将（1985年8月—1990年5月） - 李景华 少将（1988年8月—1990年6月） - 陈德润 少将（1990年6月—1996年11月） - 陆锡良 少将（1996年12月—2000年12月） - 谢伟 少将（1999年7月—？） - 吕义胜 少将（2000年12—2002年12月） - 王遂群 少将（2003年1月—？） - 郝道海 少将（2005年7月—2012年） - 王立军 少将（2012年—2013年） - 何骏 少将（2013年12月—2016年7月） |

| 参谋长 …… - 饶书元 少将（1985年8月—1990年6月） …… - 王本志 少将（1996年12月—1999年12月） - 戴思平 少将（1999年12月—2003年7月） - 郭彪 少将（2003年7月—？） - 刘启德 少将（？—2011年） - 白兴法 大校（2011年8月—2013年11月） - 王立岩 少将（2016年—2017年） | 政治部主任 …… - 陈廷侠 少将（1987年11月—1988年8月） …… - 吕义胜 少将（1998年12月—2000年12月） - 迟志江 少将（2000年12月—2002年12月） - 郭庆生 少将（2002年12月—2004年7月） - 张升民 少将（2004年7月—2008年12月） - 王定放 少将（2009年—2010年） - 王立军 少将（2010年—2012年） - 陈新平 少将（2012年—2017年） - 张继春 少将（2017年—2017年） |

| 总工程师 …… - 唐鼎襄 少将（1998年10月—2003年2月） - 杨克举 少将（2003年2月—2008年） - 王占祥 少将（2008年—2012年） - 张明国 少将（2012年7月—2016年） - 陈朝东 少将（2016年—2017年） | 副总工程师 …… - 杨克举 少将（1998年10月—2003年2月） - 李保国 少将（2003年12月—？） - 戴鹏志 少将（2003年12月—？） - 王连云 少将（2004年12月—？） - 蔡新明 少将（？—？） |

中国人民解放军火箭军第六十三基地
| 司令员 副司令员 | 政治委员 - 汪利平 少将（2017年—） 副政治委员 |

| 参谋长 | 政治工作部主任 |

| 总工程师 | 副总工程师 |